# Tempelhof (Südring) (metropolitana di Berlino)
Tempelhof (Südring) è una stazione della metropolitana di Berlino, sulla linea U6. È posta sotto tutela monumentale (Denkmalschutz).

## Interscambi
- Stazione ferroviaria (Stazione di Berlino-Tempelhof)[2]
- Fermata autobus